# نيمويه سميت
نيمويه سميت (بالهولندية: Nimuë Smit) وهي عارضة أزياء هولندية ولدت في يوم 14 يناير 1992 في مدينة أمستردام عاصمة هولندا.

## روابط خارجية
- نيمويه سميت على موقع دليل عارضات الأزياء (الإنجليزية)